# Urahan Iwano-Frankiwsk
Urahan Iwano-Frankiwsk (ukr. Народний Футбольний Клуб «Ураган» Івано-Франківськ, Narodnyj Futbolnyj Kłub "Urahan" Iwano-Frankiwśk) – ukraiński klub futsalu, mający siedzibę w mieście Iwano-Frankiwsk, na zachodzie kraju. Od 2004 roku występuje w futsalowej Ekstra-Lidze Ukrainy.

## Historia
Chronologia nazw:
- 25.10.2002: Urahan Iwano-Frankiwsk

Klub futsalu Urahan Iwano-Frankiwsk został założony 25 października 2002 przez "Prykarpattiaobłenerho" SA, Urząd Miejski oraz Oddział Ministerstwa Spraw Wewnętrznych Ukrainy w Iwano-Frankiwsku.
W pierwszym sezonie 2002/03 zajął 8 miejsce w grupie zachodniej Pierwszej Ligi, a w następnym 2003/04 pierwsze miejsce i awans do Wyższej Ligi.
W 2011 roku klub osiągnął najwyższy sukces - zdobył mistrzostwo Ukrainy oraz Superpuchar Ukrainy. W 2019 do kolekcji trofeów dodał Puchar Ukrainy.
Obecnie gra w najwyższej klasie rozgrywek ukraińskiego futsalu.

## Barwy klubowe, strój, herb, hymn
| Czerwony | Czarny | Biały |

Klub ma barwy czerwono-czarno-białe. Zawodnicy domowe spotkania zazwyczaj grają w białych koszulkach, białych spodenkach oraz białych getrach. Na wyjeździe strój jest czerwony lub czarny.
Nazwa klubu "Urahan" (pol. huragan) z jednej strony jest żywiołem, a z drugiej strony, po nim wszystko stare znika, pozostawiając miejsce nowemu. Nazwa klubu symbolizuje stały ruch.
Herb klubu powstał w 2002. Na okrągłej czarnej tarczy umieszczona litera ukraińska "U" z zaokrąglonymi elementami, od której zaczyna się nazwa klubu. Pod literą znajduje się piłka nożna, która jakby leciała do bramki. Wokół tarczy podana nazwa "Urahan" u góry i "Iwano-Frankiwsk" na dole.
Oficjalny hymn klubu, zwany "Urahan - mistrz!" po raz pierwszy zabrzmiał 3 kwietnia 2004 roku, podczas przerwy w meczu z MFK Równe. Słowa do niego napisali niezmienny rzecznik prasowy klubu Ołeh Łaniak, autor wielu tekstów piosenek dla wykonawców z Iwano-Frankiwska, m.in. dla zespołu Fantom-2. Roman Kałyn, lider grupy Gryndżoły, również dołączył do kreatywnego tandemu.
Oficjalną maskotką klubu jest smok o imieniu Urakosza. Na początku 2011 roku odbył się konkurs na najlepszy talizman klubu. Spośród 11 wariantów wybrano smoka. Oficjalnie Urakosza został zaprezentowany 13 grudnia 2011 roku. Twórcą maskotki jest Ihor Olijnyk z Połtawy.

## Sukcesy

### Trofea międzynarodowe
| \| \| Zdobyte trofea w rozgrywkach międzynarodowych (stan na: 31-05-2018) \| |                                                                     |      |          |
| Rozgrywki                                                                    | Osiągnięcie                                                         | Razy | Sezon(y) |
| FIFA                                                                         | Zdobyte trofea w rozgrywkach międzynarodowych (stan na: 31-05-2018) |      |          |

- Puchar UEFA w futsalu:
  - 3 miejsce w grupie D elit-round (1x): 2011/12

### Trofea krajowe
| \| \| Zdobyte trofea w rozgrywkach Ukrainy (stan na: 31-12-2018) \| |                                                            |      |                  |
| Rozgrywki                                                           | Osiągnięcie                                                | Razy | Sezon(y)         |
| · Mistrzostwo                                                       | I miejsce                                                  | 1    | 2010/11          |
| · Mistrzostwo                                                       | II miejsce                                                 | 1    | 2012/13          |
| · Mistrzostwo                                                       | III miejsce                                                | 2    | 2011/12, 2013/14 |
| Puchar                                                              | zdobywca                                                   | 1    | 2018/19          |
| Puchar                                                              | finalista                                                  | 1    | 2017/18          |
| · Superpuchar                                                       | zdobywca                                                   | 2    | 2011, 2019       |
| · Superpuchar                                                       | finalista                                                  | 0    |                  |
| Puchar Ligi                                                         | zdobywca                                                   | 1    | 2018/19          |
| Puchar Ligi                                                         | finalista                                                  | 1    | 2003/04          |
| II liga                                                             | I miejsce                                                  | 1    | 2003/04          |
| II liga                                                             | II miejsce                                                 | 0    |                  |
| II liga                                                             | III miejsce                                                | 0    |                  |
| Ukraina                                                             | Zdobyte trofea w rozgrywkach Ukrainy (stan na: 31-12-2018) |      |                  |

### Inne trofea
Międzynarodowe
- Puchar Hałyczyny: (we Lwowie)
  - zdobywca (4x): 2005, 2008, 2009, 2010
  - finalista (2x): 2003, 2004
- Puchar Wyzwolenia: (w Charkowie)
  - zdobywca (1x): 2008
- Lviv Open Cup: (we Lwowie)
  - zdobywca (1x): 2017
  - finalista (2x): 2014, 2016
- Beskidy Futsal Cup: (w Bielsku-Białej)
  - finalista (2x): 2011[4], 2012
  - brązowy medalista (1x): 2010
- Puchar Wolności:
  - zdobywca (2x): 2015, 2017.
  - brązowy medalista (1x): 2014
- Puchar Pokrowy - naszej matki!:
  - zdobywca (1x): 2014.
- Puchar Karpat:
  - zdobywca (1x): 2007
- Międzynarodowy Turniej im. Wodiana: (w Odessie)
  - finalista (1x): 2003
- Międzynarodowy Turniej z okazji 10-lecia MFK Borysow-900: (w Borysowie)
  - brązowy medalista (1x): 2011

## Poszczególne sezony

### Rozgrywki międzynarodowe

#### Europejskie puchary
Legenda do wszystkich tabel:
- Q – runda eliminacyjna, 1/16, 1/8, 1/4, 1/2 – odpowiednia faza rozgrywek, Grupa – runda grupowa, 1r gr – pierwsza runda grupowa, 2r gr – druga runda grupowa, F – finał, R – runda, PO – play-off
- k. – rzuty karne, los. – losowanie, Dogr. – dogrywka, w. – zasada bramek strzelonych na wyjeździe

| Sezon   | Rozgrywki   | Runda      | Przeciwnik            | Wynik | Ogólne     |
| ------- | ----------- | ---------- | --------------------- | ----- | ---------- |
| 2011/12 | Puchar UEFA | Grupa      | Omonia Futsal         | 6–4   | 2. miejsce |
| 2011/12 | Puchar UEFA | Grupa      | ASA Ben Gurion        | 6–4   | 2. miejsce |
| 2011/12 | Puchar UEFA | Grupa      | Ekonomac Kragujevac   | 3–5   | 2. miejsce |
| 2011/12 | Puchar UEFA | Elit-runda | Montesilvano          | 1–1   | 3. miejsce |
| 2011/12 | Puchar UEFA | Elit-runda | Marca Futsal          | 2–4   | 3. miejsce |
| 2011/12 | Puchar UEFA | Elit-runda | Slov-Matic Bratysława | 4–3   | 3. miejsce |

### Rozgrywki krajowe
| \| \| Bilans występów klubu Urahan Iwano-Frankiwsk w rozgrywkach futsalowych Ukrainy (Stan na 31 maja 2018 r.) \| | |        |       |   |   |   |    |    |     |           |        |        |      |
| Poziom | Rozgrywki                                                                                                | Sezony | Mecze | Z | R | P | B+ | B– | Pkt | Lata      | Awanse | Spadki | Naj. |
| I | Ekstra-liha                                                                                              | 14     |       |   |   |   |    |    |     | od 2004   | 0      | 0      | 1    |
| II | Persza liha                                                                                              | 2      |       |   |   |   |    |    |     | 2002–2004 | 1      | 0      | 1    |
| | Puchar Ukrainy                                                                                           | 16     |       |   |   |   |    |    |     | od 2002   | 0      | 0      | 2    |
| | Superpuchar Ukrainy                                                                                      | 1      |       |   |   |   |    |    |     | od 2011   | 0      | 0      | 1    |
| | Puchar Ligi                                                                                              | 3      |       |   |   |   |    |    |     | od 2003   | 0      | 0      | 1    |
| Ukraina | Bilans występów klubu Urahan Iwano-Frankiwsk w rozgrywkach futsalowych Ukrainy (Stan na 31 maja 2018 r.) |        |       |   |   |   |    |    |     |           |        |        |      |

## Statystyki

### Rekordy klubowe
Stan na 31 maja 2018.
- Liczba sezonów w najwyższej klasie rozgrywkowej: 14 (od 2004)
- Liczba sezonów w Pucharze UEFA/Lidze Mistrzów UEFA: 1 (2011/12)

### Rekordy indywidualne

#### Najwięcej występów w klubie
Stan na 19 czerwca 2018.
| # | Piłkarz         | Lata występów       | Mistrzostwo | Puchar | Puchar ligy | Europuchary | Inne* | Razem |
| - | --------------- | ------------------- | ----------- | ------ | ----------- | ----------- | ----- | ----- |
| 1 | Roman Kindratiw | 2003–2018           | 365         | 44     | 12          | 6           | 1     | 428   |
| 2 | Andrij Simka    | 2002–2015 2016–2018 | 316         | 34     | 12          | 3           | 1     | 366   |
| 3 | Roman Jaryj     | 2002–2012           | 240         | 34     | 12          | 0           | 0     | 284   |

* – Superpuchar Ukrainy

#### Najwięcej goli w klubie
Stan na 19 czerwca 2018.
| # | Piłkarz          | Lata występów                 | Mistrzostwo | Puchar | Puchar ligy | Europuchary | Inne* | Razem |
| - | ---------------- | ----------------------------- | ----------- | ------ | ----------- | ----------- | ----- | ----- |
| 1 | Wałentyn Cwełych | 2003–2005 2006–2007 2008–2012 | 150         | 23     | 14          | 3           | 1     | 191   |
| 2 | Andrij Simka     | 2002–2015 2016–2018           | 136         | 17     | 5           | 3           | 0     | 161   |
| 3 | Roman Jaryj      | 2002–2012                     | 71          | 16     | 7           | 0           | 0     | 94    |

* – Superpuchar Ukrainy
Uwaga: czcionką pogrubioną wydzielono piłkarzy, którzy jeszcze grają w klubie.

## Piłkarki, trenerzy, prezydenci i właściciele klubu

### Trenerzy
| Lp. | Imię i nazwisko            | Okres urzędowania | Okres urzędowania |
| --- | -------------------------- | ----------------- | ----------------- |
| 1.  | Jurij Kostyszyn            | listopad 2002     | 19 grudnia 2006   |
| 2.  | Taras Woniarcha            | 19 grudnia 2006   | 29 lutego 2008    |
| 3.  | Władysław Korniejew (p.o.) | 29 lutego 2008    | 24 maja 2008      |
| 4.  | Serhij Hupałenko           | 17 czerwca 2008   | 5 czerwca 2014    |
| 4.  | Iwan Skicko                | 5 czerwca 2014    | 13 lutego 2017    |
| 5.  | Maksym Pawłenko            | 14 lutego 2017    | obecnie           |

## Struktura klubu

### Stadion
Klub rozgrywa swoje mecze domowe w Hali Kompleksu Sportowego Koledżu Wychowania Fizycznego w Iwano-Frankiwsku (zwanej Maneż Sportowy), znajdującej się przy ul. Bandery, 76000 Iwano-Frankiwsk. Pojemność: 1500 miejsc siedzących.

### Sponsorzy
- "Prykarpattiaobłenerho" SA
- Unipłyt
- URGM